# 埃爾特里溫福 (喬盧特卡省)
埃爾特里溫福（西班牙語：El Triunfo），是洪都拉斯的城鎮，位於該國南部，由喬盧特卡省負責管轄，面積301.50平方公里，海拔高度104米，2001年人口35,830，人口密度每平方公里118.84人。
13°7′0″N 87°0′0″W / 13.11667°N 87.00000°W